# Transport ferroviaire en Autriche
 (août 2013).
Si vous disposez d'ouvrages ou d'articles de référence ou si vous connaissez des sites web de qualité traitant du thème abordé ici, merci de compléter l'article en donnant les références utiles à sa vérifiabilité et en les liant à la section « Notes et références ».
Le transport ferroviaire en Autriche est essentiellement fourni par les Chemins de fer fédéraux autrichiens (ÖBB), une entreprise publique qui bénéficie d'une situation de quasi-monopole dans l'exploitation de services sur le réseau ferré national. Cette société ferroviaire déficitaire a été pendant longtemps considérée comme un bastion de la social-démocratie en Autriche et ses salariés défendent leurs importants privilèges sociaux. La politique autrichienne exerce une forte influence sur la gestion d'entreprise ; toutefois, en raison de l'énorme augmentation du trafic individuel, des investissements publics ciblés n'avaient pas été pris pendant une longue période.
Depuis les années 1990, les Chemins de fer fédéraux visent à augmenter l'efficacité et l'innovation. Entre-temps, des grandes lignes, dont la ligne de l'Ouest faisant partie de la magistrale européenne, et des gares ferroviaires sont aménagées. En tant que pays de transit, en particulier après la chute du rideau de fer et l'élargissement de l'UE vers l'Est, la politique des transports est destinée à un renforcement de la coopération avec les entreprises ferroviaires des pays voisins (DB, MAV). Dès 2011, la société privée WESTbahn exploite des trains de voyageurs entre Vienne et Salzbourg en concurrence directe avec les trains InterCity des ÖBB.

## Histoire

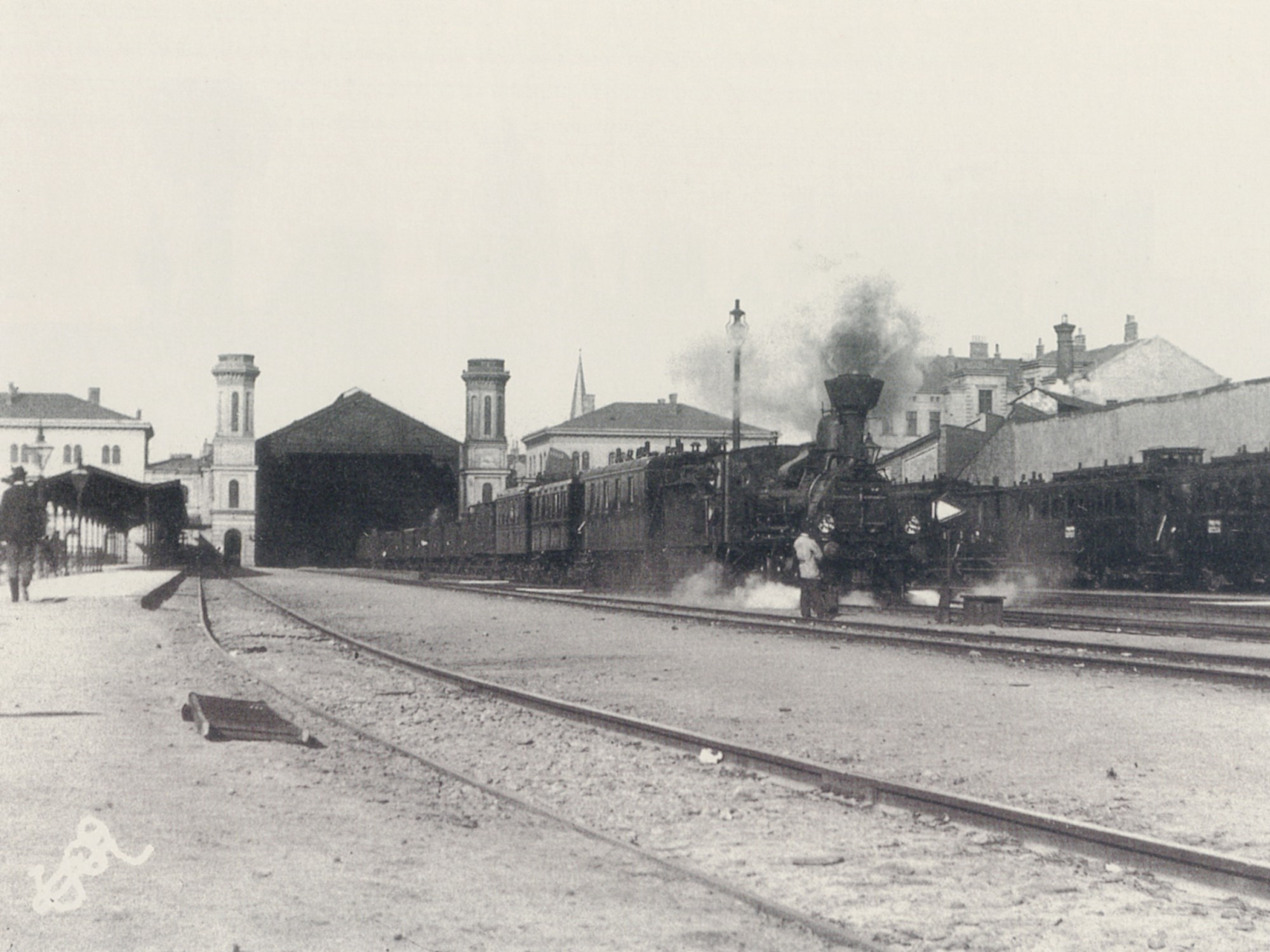
Le train de l'empereur François-Joseph Ier sort de la Gare de l'Ouest à Vienne, 1895.

L'histoire des chemins de fer autrichiens jusqu'en 1918 fait référence à l'ensemble des pays de la Cisleithanie ; c'est-à-dire ces terres de l'ancien empire d'Autriche ayant fait partie de la Confédération germanique, sans les pays de la couronne hongroise et la Bosnie-Herzégovine annexée en 1908. Après la Première Guerre mondiale et la dissolution de la monarchie austro-hongroise, elle couvre le développement du secteur ferroviaire dans la Première et la Deuxième République d'Autriche jusqu'à nos jours.
La première ligne ferroviaire autrichienne a été ouverte en plusieurs étapes entre 1827 et 1836 ; il s'agit du chemin de fer hippomobile Budweis-Linz-Gmunden, la deuxième ligne établie sur le continent européen après la ligne de Saint-Étienne à Andrézieux concédée en 1823. Il se développe sur la base d'entrepreneurs privé comme avec la ligne de Chemin de fer de Galicie.
La Compagnie des chemins de fer de l'État autrichien (k.k. österreichische Staatsbahnen, kkStB) a vu le jour dès 1884, le réseau fut électrifié à partir de 1912 en 15kV 16.2/3Hz.

## Train
- Vitesse opérationnelle max 310-320 km/h
- Vitesse opérationnelle max 270-300 km/h
- Vitesse opérationnelle max 240-260 km/h
- Vitesse opérationnelle max 200-230 km/h
- En construction avec vitesse opérationnelle max ≥ 200 km/h
- Vitesse opérationnelle max < 200 km/h

On compte au total 6 123 km de lignes, dont 3 523 km électrifiés.
- Sont exploités par les ÖBB :

- 5 441 km de voie normale dont 3 460 km électrifiés en 15kV 16.2/3Hz ;
- 15 km de voie métrique ;
- 301 km de voie étroite (76 cm) dont 84 km électrifiés en 6,6kV 25Hz.
Certaines lignes sont à quatre voies.

### Opérateurs
(août 2013).

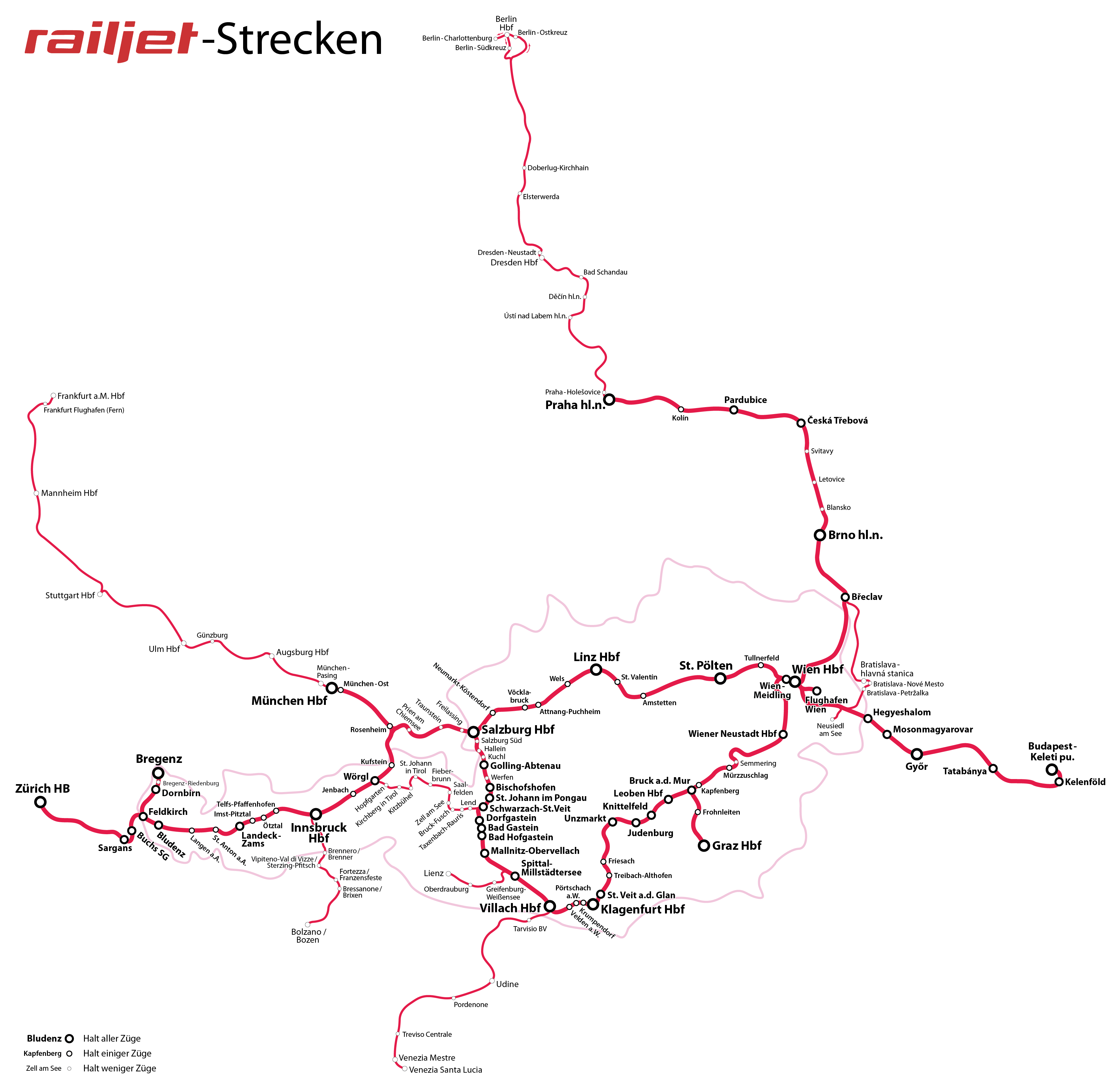
Carte du réseau Railjet (juin 2020), service de trains de voyageurs exploité par les Chemins de fer autrichiens (ÖBB) et tchèques (České dráhy, ČD).

- Une ligne du réseau de 91 km est exploitée par le Graz-Köflacher Bahn [2]

- La ligne à voie de 60 cm est un chemin de fer touristique, ouvert seulement à la belle saison. Il s'agit du Höhenbahn Schoberboden [3]

- 12,9 km de ligne à voie normale électrifiée sont exploités par le Montafonerbahn AG Bludenz-Schruns (MBS)

- Achenseebahn AG exploite une ligne à voie métrique à crémaillère de 6,8 km exclusivement avec des locomotives à vapeur au départ de Jenbach dans le Tirol[4].

- La compagnie Niederösterreichische Schneebergbahn GmbH exploite une ligne de 9,9 km à voie métrique.

- Les SRB - Südburgenländische Regionalbahn [5] exploitent 31 km de lignes à voie normale.

- Les StH - Verkehrsbetriebe Stern & Hafferl [6] sont une compagnie issue du regroupement de plusieurs lignes disparates. Au total, 101 km de voie normale électrifiés en trois tensions différentes ainsi que 33 km de voie métrique électrifiés en 600 et 750 V continus sont exploités.

- StLB - Steiermärkische Landesbahnen disposant de 46 km de voie normale électrifiée en deux tensions ainsi que 88km de voie de 76 cm dont 10 km électrifiés.

- SLB - Salzburger Lokalbahn 35 km de voie normale électrifié en 1 000 V continu, 53 km de voie de 76 cm non électrifiée et le chemin de fer à crémaillère du Schafbergbahn[7].

- WLB - Wiener Lokalbahnen exploitant un réseau de tram-train de 36 km en voie normale, électrifié en 750 V continu.

- ZB - Zillertaler Verkehrsbetriebe AG [8] exploitant 31 km de voie de 76 cm, non électrifiée[9].

## Les transports urbains et suburbains

### Métro
Seule la ville de Vienne possède un métro.

### Tramway

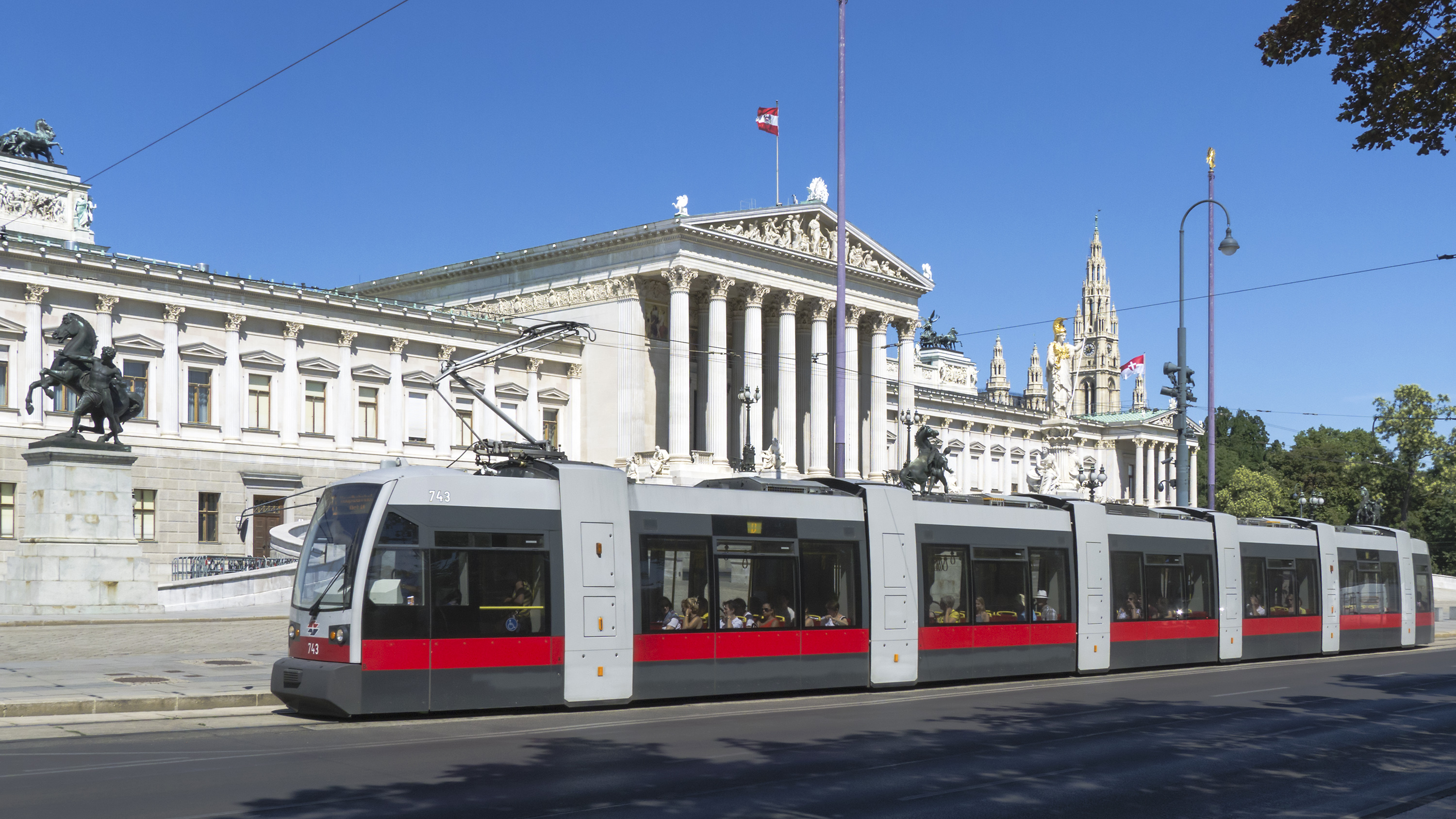
Tramway de Vienne

Plusieurs villes d'Autriche ont des lignes de tramway: 
- Gmunden
- Graz
- Innsbruck
- Linz
- Vienne, le plus grand réseau de tramway d'Autriche

## Projets
En 2025, une proposition de plan "Réseau cible 2040" (en allemand "Zielnetz 2040") est proposée pour 2040. Le plan inclut 67 projets pour un coût total estimé à 26 milliards d'euros. Pour l'instant, ce plan ne propose qu'une vision sans réel projet financé. Le plan aborde les sujets des connexions internationales, des connexions régionales, des connexions des aires urbaines majeures, des horaires cadencés à intervalles réguliers, du fret ferroviaire. La proposition doit être revue par les états fédéraux autrichiens avant d'être soumis au public.